# Liga Mexicana de Football Amateur Association 1902-03
La Temporada 1902-03 fue la edición I de la Liga Mexicana de Football Amateur Association en la cual participaron 5 equipos, el torneo comenzó el 19 de octubre de 1902 con el partido entre el México Cricket Club y el British Club y terminó el 1 de febrero de 1903 con el partido que debía disputarse entre el Orizaba AC y México Cricket Club, sin embargo, el equipo capitalino no logró completar su oncena y no se presentó a jugar por lo que perdió por default.
En septiembre de 1902 se presentó el calendario para la primera temporada, la reunión se llevó a cabo en las instalaciones del British Club, el torneo sería a una sola vuelta y constaría de 10 partidos en total. Por razones desconocidas, se acordó que el Orizaba y Pachuca recibirían 3 partidos en casa y solo harían 1 visita, por el contrario, el México Cricket Club y British Club solo tendrían un partido de locales.
Al final, el Orizaba terminó coronándose de forma invicta en la última fecha con 3 partidos ganados y 1 empate obteniendo 7 puntos, solo 1 punto más que el Reforma. De esta forma, el Orizaba es considerado el primer campeón en la historia del fútbol mexicano.

## Equipos participantes
| Equipo              | Ciudad            |
| ------------------- | ----------------- |
| British Club        | Ciudad de México  |
| México Cricket Club | Ciudad de México  |
| Orizaba AC          | Orizaba, Veracruz |
| Pachuca AC          | Pachuca, Hidalgo  |
| Reforma AC          | Ciudad de México  |

## Formato de la competencia
Los 5 equipos compitieron en un solo grupo, todos contra todos a una sola vuelta. Se coronaría el equipo con la mayor cantidad de puntos, otorgando la victoria 2 puntos, el empate 1 punto y la derrota 0 puntos. En caso de empate se recurriría a la diferencia de goles para definir al campeón. Los partidos se jugaron a dos tiempos de 35 minutos cada uno debido a que se consideraba que la altura de la Ciudad de México no permitiría desarrollar tiempos de 45 minutos como en Europa. Se otorgó un descanso de 10 minutos entre los episodios.
Se acordó que cada temporada se cerraría con un partido entre los equipos de England y Scotland, que eran dos combinados de jugadores de los equipos participantes en la liga, el primero con jugadores ingleses y el segundo con jugadores escoceses. En esta campaña, el partido se jugó el 6 de enero de 1903, por lo que en esta ocasión no marcó la finalización del torneo, dado que aún quedaban dos partidos por disputarse.

## Fechas y Resultados
| Fecha                   | Local               | Resultado | Visitante           | Ref.        |
| ----------------------- | ------------------- | --------- | ------------------- | ----------- |
| 19 de octubre de 1902   | México Cricket Club | 1-5       | British Club        | [ 1 ]       |
| 1 de noviembre de 1902  | Pachuca AC          | 3-3       | Reforma AC          | [ 5 ] [ 6 ] |
| 30 de noviembre de 1902 | Reforma AC          | 5-0       | México Cricket Club | [ 7 ]       |
| 8 de diciembre de 1902  | British Club        | 2-0       | Pachuca AC          | [ 2 ]       |
| 14 de diciembre de 1902 | Orizaba AC          | 1-0       | British Club        | [ 8 ]       |
| 20 de diciembre de 1902 | Pachuca AC          | 0-0       | México Cricket Club | [ 9 ]       |
| 28 de diciembre de 1902 | Reforma AC          | 1-0       | British Club        | [ 10 ]      |
| 1 de enero de 1903      | Pachuca AC          | 0-1       | Orizaba AC          | [ 11 ]      |
| 11 de enero de 1903     | Orizaba AC          | 2-2       | Reforma AC          | [ 12 ]      |
| 1 de febrero de 1903    | Orizaba AC          | 1-0       | México Cricket Club | a           |

| 6 de enero de 1903 15:45 UTC-6 | England                                     | 5 – 2 | Scotland                              | Campo del Reforma, Ciudad de México |                       |
|                                | - Davies 15', - Percy C. Clifford - Johnson |       | - Alexander Kinnell - Duncan Macomish | Árbitro(s): S.H. Pope               | Árbitro(s): S.H. Pope |

## Tabla de goleadores
|   | Jugador             | Club                | Goles | Ref.        |
| - | ------------------- | ------------------- | ----- | ----------- |
| 1 | James F. McNabb     | British Club        | 4     | [ 1 ] [ 2 ] |
| 2 | Edgar Jones         | British Club        | 2     | [ 1 ]       |
| 2 | Robert J. Blackmore | Reforma AC          | 2     | [ 7 ]       |
| 3 | Percy C. Clifford   | British Club        | 1     | [ 1 ]       |
| 3 | J.A. Branch         | México Cricket Club | 1     | [ 1 ]       |
| 3 | Gordon Paterson     | Reforma AC          | 1     | [ 10 ]      |
| 3 | Claude M. Butlin    | Reforma AC          | 1     | [ 12 ]      |
| 3 | R.J. White          | Orizaba AC          | 1     | [ 12 ]      |
| 3 | Duncan Macomish     | Orizaba AC          | 1     | [ 12 ]      |
| 3 | E.I. Johnson        | Reforma AC          | 1     | [ 12 ]      |

Nota: No se cuentan los goles de los siguientes partidos: Pachuca-Reforma, Orizaba-British y Pachuca-Orizaba debido a que no se han podido recabar datos hasta el momento sobre quien anotó en esos juegos, además, en el partido Reforma-México Cricket Club solo se pudo verificar al anotador de dos goles. Debido a esto, hay 11 goles de los que no se tiene datos sobre quien los marcó.

## Tabla General
|    | Equipos             | PJ | G | E | P | GF  | GC  | Dif. | Pts. |
| -- | ------------------- | -- | - | - | - | --- | --- | ---- | ---- |
| 1° | Orizaba AC          | 4  | 3 | 1 | 0 | 5.a | 2   | +3   | 7    |
| 2° | Reforma AC          | 4  | 2 | 2 | 0 | 11  | 5   | +6   | 6    |
| 3° | British Club        | 4  | 2 | 0 | 2 | 7   | 3   | +4   | 4    |
| 4° | Pachuca AC          | 4  | 0 | 2 | 2 | 3   | 6   | -3   | 2    |
| 5° | México Cricket Club | 4  | 0 | 1 | 3 | 1   | 11b | -10  | 1    |

a. Tuvo 4 goles a favor pero se le otorgó uno más por el partido que ganó por default ante el México Cricket Club.
b. Tuvo 10 goles en contra pero se le otorgó uno más por el partido que perdió por default ante el Orizaba AC.

|                                 |
| Orizaba AC Campeón 1.er título. |